# GNSR-Klasse F
Die Klasse F der Great North of Scotland Railway (GNSR)  waren Dampflokomotiven mit Schlepptender, die von Thomas Heywood, dem Locomotive Superintendent der GNSR, entworfen wurden. Sie waren weitgehend baugleich mit der Klasse V von Heywoods Vorgänger William Pickersgill, wurden jedoch mit einem Überhitzer versehen. Dies war die letzte und leistungsfähigste Baureihe, die durch die GNSR beschafft wurde. Sie wurden von der Nachfolgergesellschaft, der London and North Eastern Railway (LNER) zusammen mit der Klasse V in ihre Klasse D40 eingeordnet und von British Railways erst in den 1950er-Jahren ausgemustert.

## Geschichte

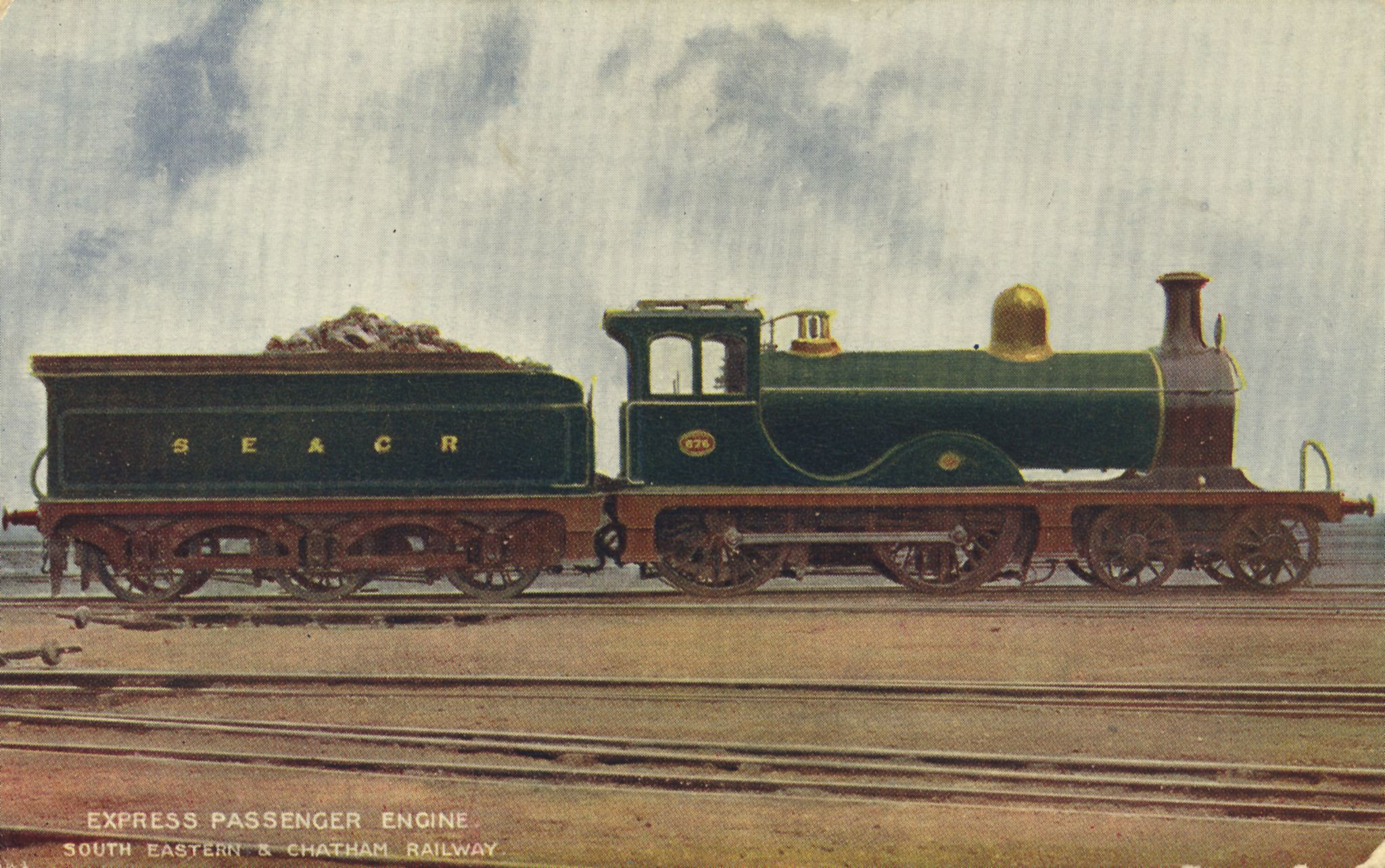
Lokomotive der SE&CR-Klasse G

### Klasse V
Konstruktiv weitgehend der Klasse F gleich war die Klasse V, eine 2’B-Lokomotive von Pickersgill, die eine leicht abgewandelte Version der bis 1895 gebauten Klasse T der GNSR war. Die Klasse V wurde im November 1898 bei Neilson Reid & Company in Auftrag gegeben, um den ansteigenden Verkehr der GNSR zu bewältigen. Die Bahn übernahm jedoch nur fünf von den bestellten zehn Lokomotiven, weil sie in finanzielle Schwierigkeiten geraten war und die Verkehrszahlen wieder rückläufig waren. Neilson & Co. konnte die anderen fünf Lokomotiven an die South Eastern and Chatham Railway (SE&CR) verkaufen und erzielte dabei mit £ 3300 pro Maschine sogar einen höheren Erlös – die GNSR hatte lediglich £2975 bezahlt. Die SE&CR war mit den Maschinen sehr zufrieden und versuchte, die anderen fünf der GNSR abzukaufen, was diese allerdings trotz des gebotenen Preises von £3325 pro Maschine ablehnte. Bei der SE&CR wurden die Maschinen als Klasse G bezeichnet und bekamen die Nummer 676 bis 680. Ende 1906 beschaffte die GNSR weitere vier Lokomotiven und 1911 nochmals vier. Beide Nachbauserien wurden in den bahneigenen Werkstätten in Inverurie gebaut.

### Klasse F
Nach dem Ersten Weltkrieg benötigte die GNSR weitere 2’B-Lokomotiven, um veraltete Lokomotiven zu ersetzen, die zur Ausmusterung vorgesehen waren. Pickersgills Nachfolger Heywood entwarf eine Heißdampfversion der Klasse V, die kurze Zeit als Klasse VS bezeichnet wurde, bevor sie in die Klasse F eingeordnet wurde. Die acht Lokomotiven wurden in zwei Losen geliefert. Das erste Los von 1920 umfasste sechs Lokomotiven, die von der North British Locomotive Company gebaut wurden, während die letzten zwei Lokomotiven von den Werkstätten in Inverurie gebaut und 1921 geliefert wurden. Diese beiden zuletzt gelieferten Lokomotiven belegten die beiden tiefsten Betriebsnummern. Weil die Bahn die Betriebsnummern ausrangierter Lokomotiven verwendete, gab es keine Lokomotiven der Klasse F mit den Nummern 51 und 53, weil diese Nummern noch durch Lokomotiven der Klasse M von 1878 belegt waren.
Mit der Eingliederung der GNSR in die London and North Eastern Railway (LNER) 1923, wurden sowohl die Klasse V, als auch die Klasse F in die LNER-Klasse D40 eingeordnet ohne dass zwischen den Naßdampf- und den Heißdampfmaschinen unterschieden wurde. Allerdings erhielten zwei Lokomotiven der Klasse F über mehrere Jahre einen Kessel der Klasse V, bis der Ersatzkessel für die Heißdampflokomotive fertiggestellt war.

### Betrieb
Die Lokomotiven der Klasse F wurden bis zur Eingliederung der GNSR in die LNER im Jahr 1923 vor den wichtigsten Expresszügen der Bahn eingesetzt. Während dieser Zeit verkehrten sie in der Regel auf der Strecke von Aberdeen nach Keith und Elgin, teils auch über die anschließende Strecke der Highland Railway (HR) bis nach Inverness, besonders während des Ersten Weltkriegs als die HR über zu wenig Lokomotiven verfügte. Obwohl die F-Klasse die leistungsstärksten Lokomotiven der GNSR waren und bevorzugt für die Expresszüge zwischen Aberdeen und Inverness verwendet wurden, setzte sie die GNSR, wie ihre anderen 2’B-Lokomotiven, auch vor Güterzügen und auf Nebenstrecken ein.
Bei der LNER wurden die Lokomotiven zusammen mit der Klasse V in die Klasse D40 eingeordnet. Sie wurden weiterhin bevorzugt vor Expresszügen eingesetzt; die Dienste wurden mit den Lokomotiven der Klasse D31, die von der North British Railway (NBR) stammten, geteilt. 1931 gelangten Lokomotiven der Klasse B12 aus East Anglia nach Schottland und verdrängten die D40 vor den schwersten Zügen. Zu dieser Zeit waren die D40 in der Regel in Kittybrewster bei Aberdeen beheimatet, wenige auch in Keith und/oder Elgin. Die in Elgin stationierten Lokomotiven wurden in der Regel auf der Hauptstrecke von Aberdeen nach Elgin sowie auf den Buchan Lines nach Fraserburgh und Peterhead, der Deeside Line, der Speyside Line und der Zweiglinie nach Lossiemouth eingesetzt.
Mindestens einmal im Jahr, meist im Sommer und Herbst, besuchte der jeweils amtierende britische Monarch seine private schottische Residenz Balmoral Castle. Dazu verkehrte der Royal Train über die Deeside Line bis zum Endbahnhof in Ballater, wobei dem Zug zwei D40-Lokomotiven vorgespannt wurden. Natürlich wurden die Lokomotiven im königlichen Dienst extrem sauber gehalten, aber es sollte jedoch auch erwähnt werden, dass auch die anderen Lokomotiven der ehemaligen GNSR mindestens bis zum Zweiten Weltkrieg sehr gut gepflegt wurden.
In den 1930er Jahren halfen die D40-Lokomotiven während der Spitzenzeiten auch im Verkehr Richtung Glasgow und Edinburgh aus, wobei bei schweren Zügen Lokomotiven aus Kittybrewster als zusätzliche Lokomotiven zur regulären Zuglokomotive beigestellt wurden. Diese Lokomotiven wurden jedoch nicht als Vorspann eingesetzt, sondern zwischen der Zuglok und dem Wagenzug, was zu einem seltsamen Anblick führte. Die kleine D40-Lokomotive wirkte gewissermaßen eingeklemmt zwischen der großen Atlantic-Lokomotive der Klasse C11 und dem Wagenzug.

### Ausmusterung
Mit zunehmender Anzahl von B12-Lokomotiven auf dem ehemaligen Streckennetz der GNSR wurden die D40 in den Dienst von Nebenstrecken versetzt. Die erste Lokomotive der F-Klasse wurde im Januar 1947 ausrangiert, noch bevor die LNER verstaatlicht und in die British Railways (BR) eingegliedert wurde. Nachdem BR viele Neubaulokomotiven der ehemaligen LNER-Klasse B1 beschaffte, wurden alle Lokomotiven der ehemaligen Klasse F bis 1956 ausgemustert, wobei einzig die Nr. 62277 Gordon Highlander übrig blieb, die zuletzt noch auf der Speyside Line eingesetzt war. Sie wurde 1958 nochmals untersucht und erhielt die bis 1917 verwendete Farbgebung der GNSR. Anschließend setzte British Railways sie bis Juni 1966 vor Dampfsonderzügen ein, bevor sie ins Glasgow Transport Museum überführt wurde. Das Museum wurde 2009 aufgelöst und durch das Riverside Museum ersetzt. Die Lokomotive kam als Leihgabe zum Museum of Scottish Railways in Bo’ness mit dem langfristigen Ziel, die Lokomotive wieder betriebsfähig aufzuarbeiten.

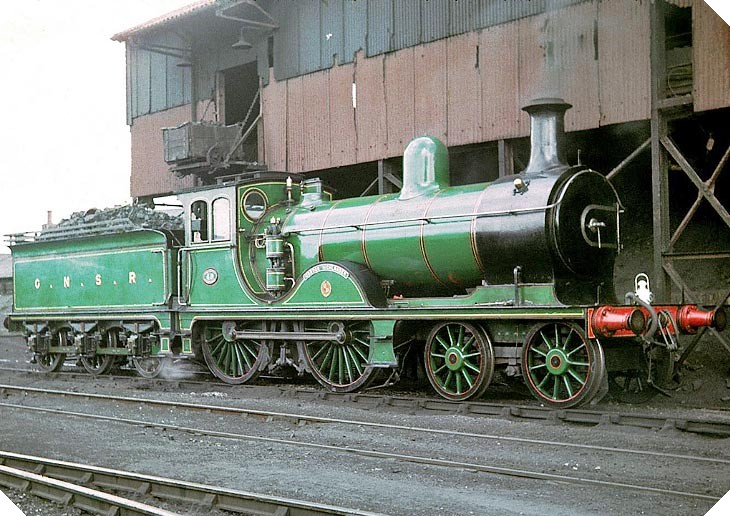
Gordon Highlander in historisch falschem Grün

Die Gordon Highlander hatte von Beginn an eine schwarze Lackierung, die von Thomas Heywood 1917 als kriegsbedingte Sparmaßnahme für alle Lokomotiven eingeführt worden war. Sie löste die frühere grüne Lackierung der GNSR ab, die an den Lokomotiven der V-Klasse angebracht war, jedoch nie an den neueren Lokomotiven der F-Klasse. Dennoch wurde die Gordon Highlander 1958 für ihren Einsatz vor Sonderzügen und die anschließende Ausstellung im Glasgow Transport Museum mit dem historisch falschen grünen GNSR-Anstrich versehen. Die Lokomotive trägt die Fabriknummer 22563 der North British Locomotive Company.
Die fünf baugleichen Maschinen der SE&CR gingen 1923 in den Bestand der Southern Railway, die sie jedoch bereits zwischen 1925 und 1927 vollständig ausmusterte.

## Technik

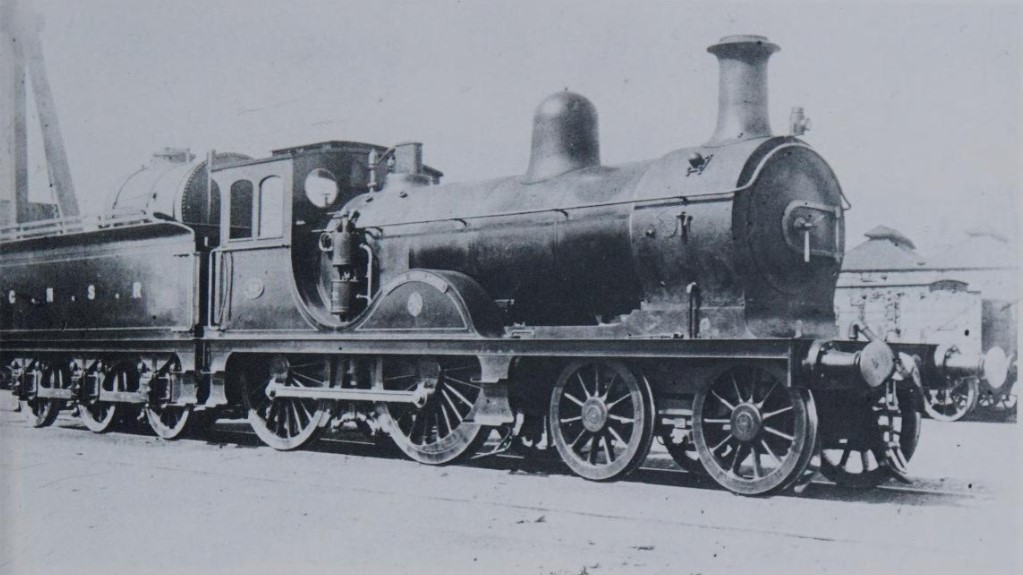
Gordon Highlander mit Ölfeuerung

Die Lokomotiven der Klasse F waren Nachbauten der von der North British Locomotive Company gelieferten Lokomotiven der Klasse V, die jedoch mit Überhitzern ausgestattet waren. Auch ein oder zwei Lokomotiven der Klasse V wurden im Laufe ihrer Dienstzeit mit Überhitzern nachgerüstet. Sie verfügten über Innenzylinder, Flachschieber und eine innenliegende Stephenson-Steuerung. Der relativ kleine Kesseldurchmesser gab der Lokomotive einen hohen Schornstein und einen hohen Dampfdom. Über der runden Stehkesseldecke waren auf einem flachen Sattel zwei Ross-Pop-Sicherheitsventile angebracht, während die Dampfpfeife zwischen den Sicherheitsventilen und dem Führerhaus positioniert war.
Im Unterschied zu den namenlosen Lokomotiven der V-Klasse und allen früheren GNSR-Lokomotiven erhielten die Lokomotiven der F-Klasse erstmals Namen. Auffällig ist der große Radschutzkasten über den vorderen Kuppelrädern, dessen Kante in einer geschwungenen Linie über den hinteren Kuppelrädern direkt in den Pfosten des Führerhauses übergeht. Auch die großen Laufräder des führenden Drehgestells sind auffällig. Mindestens die Gordon Highlander war kurzfristig mit einer Ölfeuerung ausgerüstet.
| GNSR-Nr. | Namen             | Hersteller                       | Baujahr        | LNER-Nr. | BR-Nr. | Ausmusterung   |
| -------- | ----------------- | -------------------------------- | -------------- | -------- | ------ | -------------- |
| 45       | George Davidson   | GNSR-Werkstätte Inverurie        | Juni 1921      | 6845     | 62273  | Januar 1955    |
| 46       | Benachie          | GNSR-Werkstätte Inverurie        | September 1921 | 6846     | 62274  | September 1955 |
| 47       | Sir David Stewart | North British Locomotive Company | September 1920 | 6847     | 62275  | Dezember 1955  |
| 48       | Andrew Bain       | North British Locomotive Company | Oktober 1920   | 6848     | 62276  | August 1955    |
| 49       | Gordon Highlander | North British Locomotive Company | Oktober 1920   | 6849     | 62277  | Juni 1958      |
| 50       | Hatton Castle     | North British Locomotive Company | Oktober 1920   | 6850     | 62278  | Juli 1955      |
| 52       | Glen Grant        | North British Locomotive Company | Oktober 1920   | 6852     | 62279  | Mai 1955       |
| 54       | Southesk          | North British Locomotive Company | Oktober 1920   | 6854     | N/A    | Januar 1947    |